# 陈集镇 (永城市)
陈集镇，是中华人民共和国河南省商丘市永城市下辖的一个乡镇级行政单位。

## 行政区划
陈集镇下辖以下地区：
陈集村、姚楼村、郭庄村、刘河村、韩松元村、刘寨村、刘楼村、胡井村、候庄村、贾庄村、王善庄村、望庄村、豆油坊村、练花元村、代井村、高庙村、大陈庄村、练楼村、大朱庄村、汉臣村、丁东村、朱寨村、赵楼村、丁西村、双楼村、东风村、练油坊村、芦庄村、张庄村、李香庄村、李古同村、马古同村、孟寨村和蒋大庄村。